# Маріо Ауреліо Полі
Ма́ріо Ауре́ліо По́лі (ісп. Mario Aurelio Poli; нар. 29 листопада 1947, Буенос-Айрес, Аргентина) — аргентинський прелат Католицької церкви, архієпископ Буенос-Айреса з 2013 по 2023 рік. Єпископ Санта-Роси з 2008 по 2013 рік, архієпископ і примас Буенос-Айреса з 2002 по 2008 рік. 2014 року Франциск возвів його в сан кардинала.

## Біографія
Народився в Буенос-Айресі 1947 року в сім'ї італійських іммігрантів. 1969 року започаткував філософські та богословські студії в семінарії Inmaculada Concepción у Вілья-Девото. Здобув ступінь бакалавра з соціальних служб в Університеті Буенос-Айреса та ступінь доктора богослов'я в Аргентинському католицькому університеті. 25 листопада 1978 року кардинал Хуан Карлос Арамбуру висвятив його на священника і протягом двох років Полі очолював парафію Сан-Каєтано в Ліньєрсі.
Був професором церковної історії та патрології в Аргентинському католицькому університеті.

## Єпископ
8 лютого 2002 року Іван Павло II призначив його допоміжним єпископом Буенос-Айреса, 24 червня 2008 року Бенедикт XVI призначив його єпископом Санта-Роси.
Виступав проти одностатевих шлюбів в Аргентині та 2013 року заявив, що матиме шанобливі, але дистанційні стосунки з адміністрацією президента Аргентини Крістіни Фернандес де Кіршнер, політична позиція збігалася з позицією Хорхе Бергольйо. Закликав до посилення діалогу між церквою та державою.
27 березня 2013 року стало відомо про призначення Полі архієпископом Буенос-Айреса. Новина просочилася до преси через два тижні після обрання Хорхе Бергольйо папою. Витік інформації став ганьбою для церковних представників. Ватикан оголосив про призначення Полі 28 березня, висвячений 20 квітня в Кафедральному соборі Буенос-Айреса. 29 червня 2013 року отримав паллій від папи Франциска в Римі.

## Кардинал
Висвячений у кардинали на консисторії 22 лютого 2014 року у сані кардинала-священика церкви Сан-Роберто Белларміно, той же титулярний сан, який мав папа Франциск.
19 лютого 2014 року призначений членом Конгрегації у справах східних церков та Папської ради у справах мирян.
Виголосив проповідь на месі у Кафедральному соборі Буенос-Айреса з нагоди свята Першого національного уряду 2014 року. Полі цитував Франциска та вимагав більше політичного діалогу.
Папа Франциск прийняв його відставку з посади архієпископа Буенос-Айреса 26 травня 2023 року.
Залишався ординарієм для католиків східних обрядів в Аргентині до прийняття відставки у листопаді 2023 року.